# Scherptor

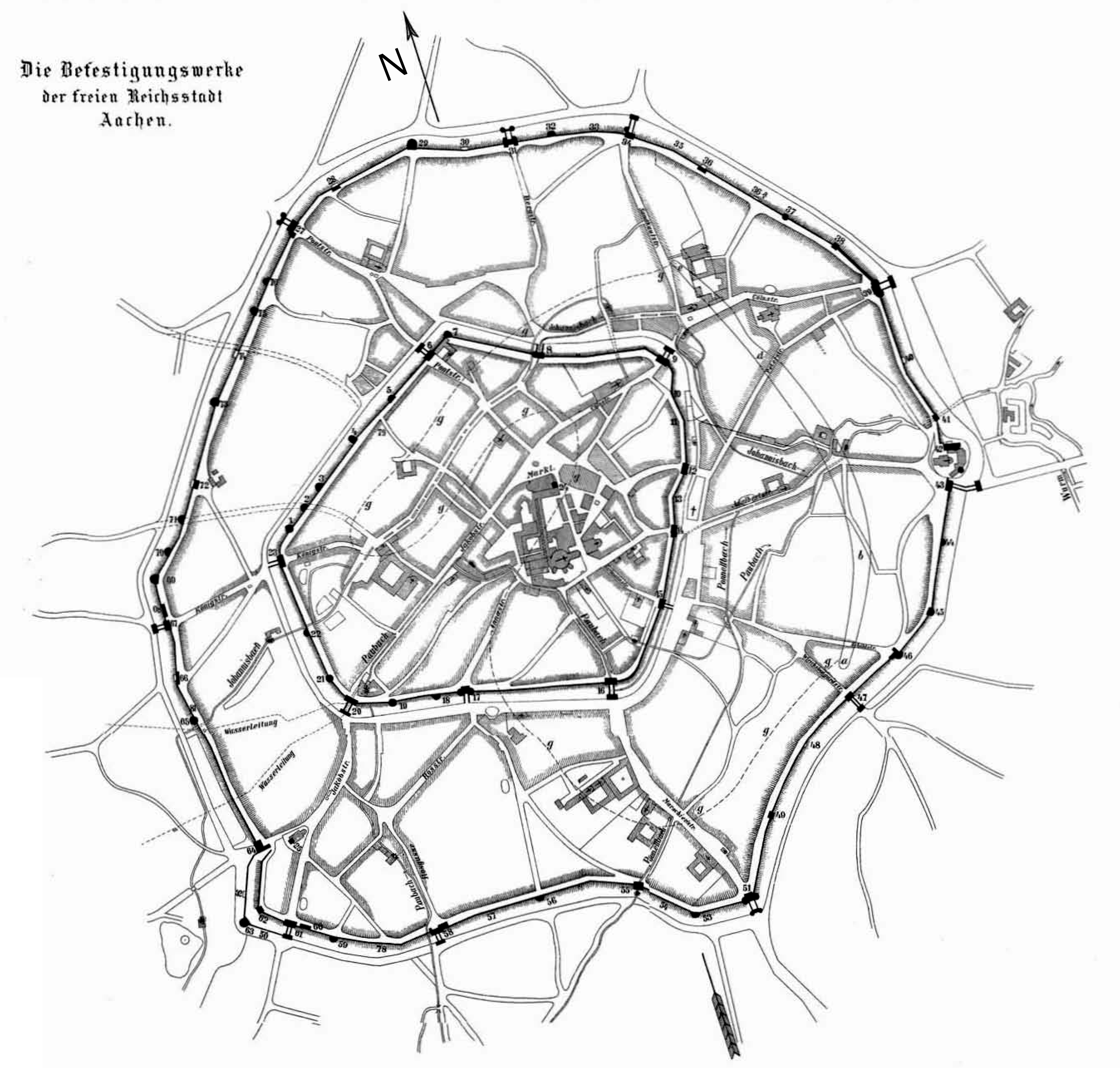
Nr. 17 = Das Scherptor; Grafik von Carl Rhoen

Das Scherptor (Porta principalis dextra), auch Scherbtor, ist eines der zehn Tore in der inneren Stadtmauer Aachens, die auch den Namen innerer Ring, erste Mauer oder Barbarossa-Mauer trägt und zwischen 1171 und 1175 auf Veranlassung des Kaisers Friedrich I. errichtet wurde.

## Geschichte
Der Name Scherptor (Acuta porta, nach lateinischen Urkunden aus dem 13. Jh. und Stadtrechnungen aus dem 14. Jh.) stammt von dem damaligen Straßennamen platea acuta (um 1262/63), auch scharfer Platz oder scharfe Straße, Scherpstrois (um 1373), Scarpstraiß (um 1423) Scherpstraisse (um 1460) oder Scherpstraß (um 1777),  die heute als Annastraße bekannt ist. Man vermutet, dass der Name Scherpstraße auch vom sog. Spitzgässchen herführt, das in der Verlängerung der heutigen Annastraße in Richtung Aachener Dom zu finden ist und bereits im 15. Jh. in den Zinsregistern des Aachener Marienstifts erwähnt wird. Das Scherptor selber ist auch unter den Namen Scherpthor, Scharporz (um 1338) oder Scharpportz (um 1469) bekannt und ist in die staufische Zeit einzuordnen. Abgerissen wurde es im Rahmen einer Ausbesserung, die im Etatsjahr 1334/35 in der städtischen Ausgabe-Rechnung erfasst ist.

## Lage
Das Scherptor befand sich unweit der Stelle, wo heute Löhergraben, Alexianergraben, Mörgensstraße und Annastraße aufeinandertreffen. Innerhalb der sog. Barbarossamauer befanden sich neun weitere Tore, das Königsmitteltor, das Pontmitteltor, das Neutor, das Kölnmitteltor, das Besterdertor, das Ursulinertor (Aldegundistor oder Adalbertsmitteltor), das Harduinstor, das Burtscheidermitteltor (Marschiermitteltor) und das Jakobsmitteltor.
Genauer geht man davon aus, dass sich das Scherptor an der Stelle befand, wo sich heute die Städtische Evangelische Annaschule befindet, also etwa an der Einmündung der Jesuitenstraße in die Annastraße.
An der südlichen Außenseite des recht breiten Löhergrabens saßen die in Aachen als Löhrer bezeichneten Gerber. Sie wurden über einen Spliss des Paubaches mit ausreichendem Wasser für ihren Produktion versorgt. Hierher stammt der heutige Name für den Löhergraben.
Der zu seiner Zeit Wasser führende Stadtgraben zwischen Scherptor und Burtscheidertor trug vorerst den Namen Scherptorgraben, wurde später aber aufgrund der dort ansässigen Begarden (Alexianerbrüder) und des ihrerseits betriebenen Töpfergewerbes in Düppengraben umbenannt. Heute ist der Graben als Alexianergraben bekannt. Dort befindet sich noch heute das Alexianer-Krankenhaus.

## Nutzung
Ein Spottgedicht aus den Jahren zwischen 1513 und 1545, das vermutlich vom Aachener Bürgermeister Peter von Inden stammt, belegt, dass das Scherptor zur Aufbewahrung von Gefangenen diente.

## Bauweise
Das Scherptor verfügte als einziges Tor der Barbarossa-Mauer über zwei, den Torbau flankierende Rundtürme wie z. B. das Helpoort von Maastricht, die durch einen Mittelbau verbunden waren und war somit stärker und von größeren Dimensionen als die anderen Nebentore. Es wird davon ausgegangen, dass das Tor über zwei dem Haupttor vorgelagerte Vortürme verfügte, die mit einer Zugbrücke verbunden waren. Diese Vortore sollen bereits im 18. Jh. nicht mehr existiert haben.
Zum Scherptor gehörte wie bei allen anderen Stadttoren ein der Stadt zugehöriges Wächterhaus. Erstmals wird im Jahre 1469 ein Wächter des Scherptors namentlich bekannt. Wilhelm von Eys legte am 10. Mai dieses Jahres seinen Eid ab. Letzter namentlich bekannter Wächter am Scherptor war Joseph Krümmel.

## Sonstiges
Bei Kanalbaumaßnahmen in der Annastraße im Jahre 2009 wurden die tief liegenden Grundmauern des Scherptores freigelegt.